# Léon (Bretaña)

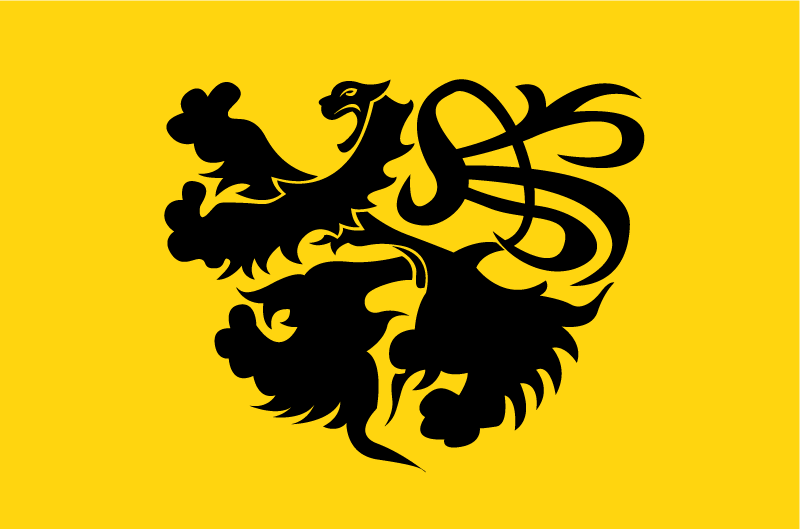
Bandera de la comarca.

El Pays de Léon (en francés) o Bro Léon (en bretón), o simplemente Léon o Léonais es una de las provincias históricas de Bretaña. Se sitúa en la zona noroccidental del departamento de Finisterre.
Su capital histórica es Saint-Pol-de-Léon, dado que era la sede del obispado de Léon. Otras localidades importantes de la comarca son Brest, Landerneau, Landivisiau, Morlaix, Plouescat o Roscoff.
Se apoda como la "región de los sacerdotes", por su fuerte religiosidad, la cual se refleja también en la arquitectura, caso de sus célebres recintos parroquiales.